# Ela sti thesi mou
Ela sti thesi mou (em grego Έλα στη θέση μου) é uma telenovela de comédia diária grega, produzida entre 2016 a 2021, criada por George Kritikos, Mary Zafeiropoulou e Stavros Kalafatidis e exibida na Alpha TV entre 3 de outubro de 2016 a 9 de julho de 2021 em 934 capítulos.
A história principal é baseada na telenovela colombiana Nuevo Rico Nuevo Pobre criada por Jörg Hiller, Claudia Sánchez e Rafael Rojas exibida entre 16 de agosto de 2007 e 11 de julho de 2008 na Caracol Televisión.
Foi dirigida de tempos em tempos por Giannis Vassiliadis, Spyros Rasidakis, Vassilis Tselemegos, Faye Tzanetopoulou e Georgia Zisi.

## Trama
A telenovela apresenta a vida de dois homens, Vlasis Kalaitzis ( Yiannis Tsimitselis ) e Achilleas Sophocleous ( Marinos Konsolos, de diferentes classes sociais que descobrem que no dia em que nasceram, as famílias mudaram acidentalmente e agora estão tentando se adaptar à nova realidade.

## Exibição
Foi exibida em cinco temporadas entre 3 de outubro de 2016 a 9 de julho de 2021 no horário nobre da Alpha TV (20:00-21:00) e contém um total de 934 episódios.
Em abril de 2019, a Alpha TV anunciou a renovação da série para uma quarta temporada, que estreou em 16 de setembro de 2019 e terminou em 10 de julho com 165 episódios.
Em 22 de junho de 2020, a telenovela mudou o horário de exibição, com os novos episódios sendo exibidos às 20:50. A exibição da telenovela voltou ao seu tempo normal na estreia da quinta temporada.  A série foi finalmente concluída em 9 de julho de 2021.

## 1ª temporada
A 1ª temporada começou a revelação da verdade de que Vlasis é filho de Emilia e Aquiles é filho de Leônidas. Vlasis termina com Renata e fica com Faye, enquanto Aquiles, após romper com Faye, fica com Renata. Sylvia, sobrinha de Emilia, faz as pazes com Makis. A irmã de Renata, Ismini, fez com o namorado de Vlasis, Mimi, com quem estão se separando.

## 2ª temporada
Na 2ª temporada, Faye tenta reivindicar Vlasis e ao mesmo tempo engravida, mas finalmente se divorcia de Vlasis. Miranda deixa Leônidas, mas Leônidas tem um caso com Meni Schultz. Aquiles tem um relacionamento com a filha de Meni, Vasilina, com quem se casa enquanto Renata tenta esquecer Aquiles com Thanos, que é enviado por Meni. Makis e Sylvia vão se casar. Ismene fica com Jan, irmão de Vasilina. No final da telenovela, Aquiles termina com Vasilina e se reencontra com Renata, mas Vasilina anuncia que está esperando um filho dele. Leônidas se divorcia de Meni. Vlasis faz isso com Mika.

## 3ª temporada
Na 3ª temporada foi revelado que Vasilina fez fertilização in vitro para manter Aquiles perto dela. Apesar das dificuldades, Sylvia e Makis permanecem juntos. Leônidas conhece Floreta, esposa de Andreas, Andreas é irmão do marido da falecida Emília. Vlasis se casa com Mika. No final da temporada, Mika se divorcia de Vlasis, Aquiles se casa com Renata, Leônidas se casa com Floreta, com quem se casa. Ismene partiu para a Alemanha com Jan. Andreas fez as pazes com Emilia e eles saíram juntos.

## 4ª temporada
Na 4ª temporada, Vlasis faz as pazes com Marina, com quem se separa no final da temporada. Aquiles e Renata se divorciam. Aqules fez isso com Evita, com quem mais tarde se divorciou. Renata fica com Marco, filho ilegítimo de Andreas. Apesar das dificuldades, Makis e Sylvia e Leônidas e Floreta permanecem juntos.

## 5ª temporada
Na 5ª e última temporada, Renata está com Marco enquanto Aquiles se casou com Kentra. Vlasis tem um relacionamento com Thalia. Faye se apaixona por Marco que a deixa grávida. Miranda voltou como resultado de perturbar a relação entre Leônidas e Floreta. Renata termina com Marco e Aquiles termina com Kentra e faz as pazes novamente com Renata. Ismini voltou para a Grécia depois que ela terminou com Jan, Vlasis, depois de separar Thalia, fez as pazes com Ismini. Eventualmente Miranda sai e Leônidas fica com Floreta. No final da série, Faye sai, Marcos sai após sua separação de Renata. Zacarias se casou. Aquiles ficou com Renata com quem criaram a família. Floreta engravidou e teve gêmeos com Leônidas. Vlasis ficou com Ismene com quem tiveram um filho e no final da série Ismene está grávida e depois de muitos esforços Sylvia engravida para que ela e Makis tenham o filho que sempre quiseram. Também no final da série, Vana a reencontra com Fotis e engravida. Latania faz as pazes com Damianos e engravida.

## Visão geral
| N.° | N.° | Episódios | Datas                  | Datas                  |
| N.° | N.° | Episódios | Estreia das temporadas | Termino das temporadas |
| --- | --- | --------- | ---------------------- | ---------------------- |
|     | 1   | 188       | 3 de outubro de 2016   | 30 de junho de 2017    |
|     | 2   | 186       | 25 de setembro de 2017 | 29 de junho de 2018    |
|     | 3   | 187       | 24 de setembro de 2018 | 28 de junho de 2019    |
|     | 4   | 165       | 16 de setembro de 2019 | 10 de julho de 2020    |
|     | 5   | 208       | 14 de setembro de 2020 | 9 de julho de 2021     |